# John Arundell, II barone Arundell di Trerice

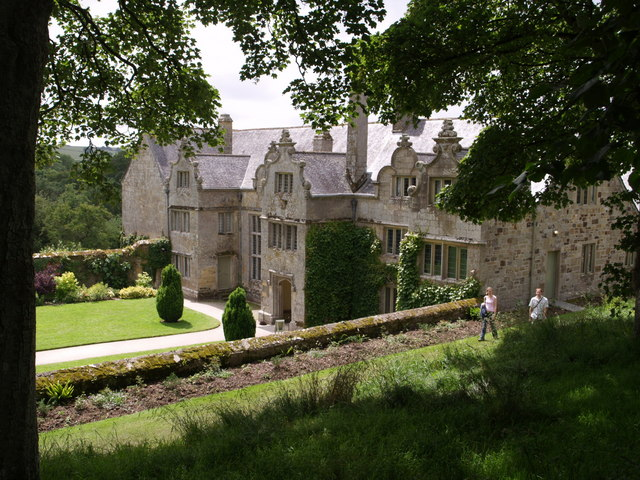
Trerice, luogo in cui visse la famiglia Arundell

John Arundell, Secondo Barone di Trerice (1649 – 21 giugno 1698), è stato un politico inglese. Sedette nella Camera dei Comuni varie volte tra il 1666 e 1687 quando ereditò il suo casato.

## Biografia
Arundell fu il figlio di Richard Arundell, I barone Arundell di Trerice e sua moglie Gertrude Slanning, vedova di Sir Nicholas Slanning e figlia di Sir James Bagge, di Saltram, Devon. Fu battezzato il 1º settembre 1649.
Nel 1666, Arundell fu eletto Membro del Parlamento per Truro nel 'Cavalier Parliament' e vi sedette fino al 1679. Fu rieletto Membro del Parlamento per Truro nel 1685 e vi sedette fino al 1687 quando ereditò il titolo di Barone Arundell di Trerice alla morte del padre.
Arundell sposò prima Margaret Acland figlia di Sir John Acland, di Columb John, Devon, e di sua moglie Margaret Rolle. Gli storici confusero Margaret Arundell con la cortigiana Mary Arundell. Margaret morì nel 1691 ed egli sposò Barbara Mauleverer, vedova di Sir Richard Mauleverer, IV barone di Allerton Mauleverer, Yorkshire e figlia di Sir Thomas Slingsby, II barone di Scriven, Yorkshire. Gli succedette nel baronato il figlio avuto dalla prima moglie, John Arundell, III barone Arundell. Suo figlio Nicholas Arundell fu anche un membro del Parlamento.